# YZ Ceti
YZ Ceti é uma estrela anã vermelha localizada na constelação de Cetus. Embora esteja relativamente próxima do Sol situada a apenas 12 anos-luz, esta estrela não é visível a olho nu. É classificada como uma estrela de brilho variável que sofre alterações intermitentes em sua luminosidade. YZ Ceti tem apenas cerca de 8,5% da massa do Sol, e sua luminosa normalmente é inferior a 1/5.000th.
Esta estrela está situada muito perto de Tau Ceti, uma estrela da classe espectral G8. As duas estão apenas cerca de 1,6 anos-luz de distância uma da outra, um pouco mais de um terço da distância do Sol para o nosso vizinho mais próximo, a Proxima Centauri.